# Liga Nacional de Baloncesto Profesional de México 2024
La Temporada 2024 de la LNBP es la vigésimo quinta edición de la Liga Nacional de Baloncesto Profesional de México.
La temporada contará con 16 equipos (incluyendo la incorporación del Calor de Cancún, los Diablos Rojos del México  y el regreso de los Lobos Plateados de la BUAP ) contendiendo por el cetro en 32 jornadas para un total de 256 partidos de temporada regular.
Así, la fase regular comenzará el 11 de julio y cerrará el 16 de octubre. La Copa Value se jugó del 28 al 31 de agosto. La etapa de playoffs se jugará del 19 de octubre al 1 de diciembre, incorporando el play-in del 19 al 23 de octubre, con las semifinales de zona del 26 de octubre al 3 de noviembre, las finales de zona del 6 al 17 de noviembre y la Gran Final del 20 de noviembre al 1 de diciembre. La fase de play-in será a ganar 2 de 3 juegos, las semifinales de zona a ganar 3 de 5 juegos y finales de zona así como la Gran Final serán a ganar 4 de 7 juegos.

## Equipos
| Equipo                          | Entrenador           | Ciudad                           | Miembro desde | Pabellón                                 | Capacidad |
| ------------------------------- | -------------------- | -------------------------------- | ------------- | ---------------------------------------- | --------- |
| Abejas de León                  | Javier Muñoz         | León, Guanajuato                 | 2009-2010     | Domo de la Feria                         | 4,463     |
| Astros de Jalisco               | Leandro García       | Guadalajara, Jalisco             | 2019-2020     | Arena Astros                             | 3,509     |
| Correcaminos de la UAT Victoria | Marcus Moore         | Ciudad Victoria, Tamaulipas      | 2000          | Gimnasio Multidisciplinario Victoria     | 2,600     |
| Diablos Rojos del México        | Nicolás Casalánguida | Ciudad de México                 | 2024          | Gimnasio Olímpico Juan de la Barrera     | 5,242     |
| Dorados de Chihuahua            | Guillermo Narvarte   | Chihuahua, Chihuahua             | 2000          | Gimnasio Manuel Bernardo Aguirre         | 9,600     |
| El Calor de Cancún              | Juan José Pidal      | Cancún, Quintana Roo             | 2024          | Poliforum Benito Juárez                  | 4,800     |
| Freseros de Irapuato            | Walter McCarty       | Irapuato, Guanajuato             | 2023          | Inforum Irapuato                         | 3,000     |
| Fuerza Regia de Monterrey       | Pablo García         | Monterrey, Nuevo León            | 2001          | Gimnasio Nuevo León Unido                | 5,000     |
| Halcones de Xalapa              | Francisco Olmos      | Xalapa, Veracruz                 | 2003          | Gimnasio Universitario "Nido del Halcón" | 2,638     |
| Halcones Rojos de Veracruz      | Carlos Rivera        | Veracruz, Veracruz               | 2005          | Auditorio Benito Juárez                  | 4,000     |
| Lobos Plateados de la BUAP      | Claudio Arrigoni     | Puebla, Puebla                   | 2004          | Arena BUAP                               | 3,500     |
| Mineros de Zacatecas            | Pedro Carrillo       | Zacatecas, Zacatecas             | 2017-2018     | Gimnasio Prof. Marcelino González        | 3,458     |
| Panteras de Aguascalientes      | José Martínez        | Aguascalientes, Aguascalientes   | 2003          | Auditorio Hermanos Carreón               | 3,000     |
| Plateros de Fresnillo           | Sebastián Ginóbili   | Fresnillo, Zacatecas             | 2019-2020     | Gimnasio Solidaridad                     | 4,500     |
| Santos del Potosí               | Manuel Cintrón       | San Luis Potosí, San Luis Potosí | 2023          | Auditorio Miguel Barragán                | 3,533     |
| Soles de Mexicali               | Manuel Hussein       | Mexicali, Baja California        | 2005          | Auditorio PSF                            | 4,779     |

## Temporada 2024

### Resultados
| Lobos Plateados | 109-104 | Dorados        | Arena BUAP                               | 11 de julio  | 20:00 |
| Santos          | 98-78   | Abejas         | Auditorio Miguel Barragán                | 11 de julio  | 20:00 |
| Plateros        | 96-90   | Freseros       | Gimnasio Solidaridad                     | 12 de julio  | 20:00 |
| Lobos Plateados | 93-104  | Dorados        | Arena BUAP                               | 12 de julio  | 20:00 |
| Santos          | 98-91   | Abejas         | Auditorio Miguel Barragán                | 12 de julio  | 20:00 |
| Mineros         | 86-79   | El Calor       | Gimnasio Prof. Marcelino González        | 12 de julio  | 20:05 |
| Astros          | 78-74   | Diablos Rojos  | Arena Astros                             | 12 de julio  | 20:15 |
| Panteras        | 131-83  | Correcaminos   | Auditorio Hermanos Carreón               | 12 de julio  | 20:30 |
| Fuerza Regia    | 104-60  | Soles          | Gimnasio Nuevo León Unido                | 13 de julio  | 16:15 |
| Astros          | 74-84   | Diablos Rojos  | Arena Astros                             | 13 de julio  | 18:15 |
| Plateros        | 87-69   | Freseros       | Gimnasio Solidaridad                     | 13 de julio  | 20:00 |
| Mineros         | 75-83   | El Calor       | Gimnasio Prof. Marcelino González        | 13 de julio  | 20:05 |
| Panteras        | 110-91  | Correcaminos   | Auditorio Hermanos Carreón               | 13 de julio  | 20:30 |
| Fuerza Regia    | 81-80   | Soles          | Gimnasio Nuevo León Unido                | 14 de julio  | 16:15 |
| Halcones        | 102-86  | Halcones Rojos | Gimnasio Universitario "Nido del Halcón" | 18 de agosto | 18:00 |
| Halcones        | 102-95  | Halcones Rojos | Gimnasio Universitario "Nido del Halcón" | 19 de agosto | 20:00 |

| El Calor      | 83-70  | Fuerza Regia    | Poliforum Benito Juárez                  | 18 de julio     | 19:15 |
| Halcones      | 80-84  | Astros          | Gimnasio Universitario "Nido del Halcón" | 18 de julio     | 20:00 |
| Dorados       | 86-80  | Mineros         | Gimnasio Manuel Bernardo Aguirre         | 18 de julio     | 20:00 |
| Soles         | 83-81  | Halcones Rojos  | Auditorio PSF                            | 18 de julio     | 21:00 |
| Correcaminos  | 90-85  | Lobos Plateados | Gimnasio Multidisciplinario Victoria     | 19 de julio     | 19:00 |
| El Calor      | 81-84  | Fuerza Regia    | Poliforum Benito Juárez                  | 19 de julio     | 19:15 |
| Plateros      | 83-70  | Panteras        | Gimnasio Solidaridad                     | 19 de julio     | 20:00 |
| Halcones      | 79-80  | Astros          | Gimnasio Universitario "Nido del Halcón" | 19 de julio     | 20:00 |
| Dorados       | 83-88  | Mineros         | Gimnasio Manuel Bernardo Aguirre         | 19 de julio     | 20:00 |
| Soles         | 92-98  | Halcones Rojos  | Auditorio PSF                            | 19 de julio     | 21:00 |
| Correcaminos  | 78-97  | Lobos Plateados | Gimnasio Multidisciplinario Victoria     | 20 de julio     | 19:00 |
| Plateros      | 83-81  | Panteras        | Gimnasio Solidaridad                     | 20 de julio     | 20:00 |
| Diablos Rojos | 88-89  | Santos          | Gimnasio Olímpico Juan de la Barrera     | 22 de julio     | 20:00 |
| Diablos Rojos | 82-75  | Santos          | Gimnasio Olímpico Juan de la Barrera     | 23 de julio     | 20:00 |
| Freseros      | 102-95 | Abejas          | Inforum Irapuato                         | 1 de septiembre | 18:00 |
| Freseros      | 99-91  | Abejas          | Inforum Irapuato                         | 2 de septiembre | 20:00 |

| Lobos Plateados | 87-79  | Plateros      | Arena BUAP                        | 25 de julio | 20:00 |
| Santos          | 84-97  | Halcones      | Auditorio Miguel Barragán         | 25 de julio | 20:00 |
| Halcones Rojos  | 74-94  | El Calor      | Auditorio Benito Juárez           | 25 de julio | 20:15 |
| Panteras        | 94-88  | Freseros      | Auditorio Hermanos Carreón        | 25 de julio | 20:30 |
| Abejas          | 81-95  | Diablos Rojos | Domo de la Feria                  | 26 de julio | 20:00 |
| Lobos Plateados | 79-73  | Plateros      | Arena BUAP                        | 26 de julio | 20:00 |
| Santos          | 72-79  | Halcones      | Auditorio Miguel Barragán         | 26 de julio | 20:00 |
| Mineros         | 79-72  | Correcaminos  | Gimnasio Prof. Marcelino González | 26 de julio | 20:05 |
| Fuerza Regia    | 95-88  | Dorados       | Gimnasio Nuevo León Unido         | 26 de julio | 20:15 |
| Astros          | 102-54 | Soles         | Arena Astros                      | 26 de julio | 20:15 |
| Halcones Rojos  | 64-85  | El Calor      | Auditorio Benito Juárez           | 26 de julio | 20:15 |
| Panteras        | 84-98  | Freseros      | Auditorio Hermanos Carreón        | 26 de julio | 20:30 |
| Fuerza Regia    | 88-67  | Dorados       | Gimnasio Nuevo León Unido         | 27 de julio | 16:15 |
| Abejas          | 84-95  | Diablos Rojos | Domo de la Feria                  | 27 de julio | 20:00 |
| Astros          | 76-73  | Soles         | Arena Astros                      | 27 de julio | 20:05 |
| Mineros         | 89-81  | Correcaminos  | Gimnasio Prof. Marcelino González | 27 de julio | 20:05 |

| Correcaminos | 69-97       | Fuerza Regia    | Gimnasio Multidisciplinario Victoria     | 30 de julio | 19:00 |
| El Calor     | 89-96       | Astros          | Poliforum Benito Juárez                  | 30 de julio | 19:15 |
| Plateros     | 70-76       | Mineros         | Gimnasio Solidaridad                     | 30 de julio | 20:00 |
| Panteras     | 87-82       | Lobos Plateados | Auditorio Hermanos Carreón               | 30 de julio | 20:00 |
| Halcones     | 86-84       | Abejas          | Gimnasio Universitario "Nido del Halcón" | 30 de julio | 20:00 |
| Dorados      | 95-80       | Halcones Rojos  | Gimnasio Manuel Bernardo Aguirre         | 30 de julio | 20:00 |
| Freseros     | 105-115 3TE | Diablos Rojos   | Inforum Irapuato                         | 30 de julio | 20:00 |
| Soles        | 74-82       | Santos          | Auditorio PSF                            | 30 de julio | 21:00 |
| Correcaminos | 73-81       | Fuerza Regia    | Gimnasio Multidisciplinario Victoria     | 31 de julio | 19:00 |
| El Calor     | 70-77       | Astros          | Poliforum Benito Juárez                  | 31 de julio | 19:15 |
| Plateros     | 67-71       | Mineros         | Gimnasio Solidaridad                     | 31 de julio | 20:00 |
| Panteras     | 120-80      | Lobos Plateados | Auditorio Hermanos Carreón               | 31 de julio | 20:00 |
| Halcones     | 105-96      | Abejas          | Gimnasio Universitario "Nido del Halcón" | 31 de julio | 20:00 |
| Dorados      | 91-86       | Halcones Rojos  | Gimnasio Manuel Bernardo Aguirre         | 31 de julio | 20:00 |
| Freseros     | 76-87       | Diablos Rojos   | Inforum Irapuato                         | 31 de julio | 20:00 |
| Soles        | 93-90 2TE   | Santos          | Auditorio PSF                            | 31 de julio | 21:00 |

| Fuerza Regia    | 97-71  | Plateros     | Gimnasio Nuevo León Unido            | 3 de agosto | 16:15 |
| Diablos Rojos   | 78-82  | Halcones     | Gimnasio Olímpico Juan de la Barrera | 3 de agosto | 18:00 |
| Astros          | 82-67  | Dorados      | Arena Astros                         | 3 de agosto | 18:15 |
| Santos          | 81-93  | El Calor     | Auditorio Miguel Barragán            | 3 de agosto | 19:00 |
| Lobos Plateados | 92-94  | Freseros     | Arena BUAP                           | 3 de agosto | 20:00 |
| Abejas          | 80-100 | Soles        | Domo de la Feria                     | 3 de agosto | 20:00 |
| Mineros         | 86-79  | Panteras     | Gimnasio Prof. Marcelino González    | 3 de agosto | 20:05 |
| Halcones Rojos  | 74-95  | Correcaminos | Auditorio Benito Juárez              | 3 de agosto | 20:15 |
| Astros          | 94-83  | Dorados      | Arena Astros                         | 4 de agosto | 15:15 |
| Lobos Plateados | 100-91 | Freseros     | Arena BUAP                           | 4 de agosto | 16:00 |
| Fuerza Regia    | 86-79  | Plateros     | Gimnasio Nuevo León Unido            | 4 de agosto | 16:15 |
| Diablos Rojos   | 80-65  | Halcones     | Gimnasio Olímpico Juan de la Barrera | 4 de agosto | 18:00 |
| Mineros         | 66-78  | Panteras     | Gimnasio Prof. Marcelino González    | 4 de agosto | 18:00 |
| Halcones Rojos  | 88-86  | Correcaminos | Auditorio Benito Juárez              | 4 de agosto | 18:00 |
| Abejas          | 71-88  | Soles        | Domo de la Feria                     | 4 de agosto | 18:00 |
| Santos          | 98-83  | El Calor     | Auditorio Miguel Barragán            | 4 de agosto | 19:00 |

| El Calor        | 68-76  | Abejas         | Poliforum Benito Juárez              | 8 de agosto  | 19:15 |
| Lobos Plateados | 91-103 | Mineros        | Arena BUAP                           | 8 de agosto  | 20:00 |
| Dorados         | 85-82  | Santos         | Gimnasio Manuel Bernardo Aguirre     | 8 de agosto  | 20:00 |
| Panteras        | 73-87  | Fuerza Regia   | Auditorio Hermanos Carreón           | 8 de agosto  | 20:30 |
| Soles           | 73-77  | Diablos Rojos  | Auditorio PSF                        | 8 de agosto  | 21:00 |
| Correcaminos    | 75-73  | Astros         | Gimnasio Multidisciplinario Victoria | 9 de agosto  | 19:00 |
| El Calor        | 97-76  | Abejas         | Poliforum Benito Juárez              | 9 de agosto  | 19:15 |
| Plateros        | 85-82  | Halcones Rojos | Gimnasio Solidaridad                 | 9 de agosto  | 20:00 |
| Freseros        | 79-84  | Halcones       | Inforum Irapuato                     | 9 de agosto  | 20:00 |
| Lobos Plateados | 86-82  | Mineros        | Arena BUAP                           | 9 de agosto  | 20:00 |
| Dorados         | 82-86  | Santos         | Gimnasio Manuel Bernardo Aguirre     | 9 de agosto  | 20:00 |
| Panteras        | 85-83  | Fuerza Regia   | Auditorio Hermanos Carreón           | 9 de agosto  | 20:30 |
| Soles           | 72-68  | Diablos Rojos  | Auditorio PSF                        | 9 de agosto  | 21:00 |
| Correcaminos    | 80-92  | Astros         | Gimnasio Multidisciplinario Victoria | 10 de agosto | 19:00 |
| Plateros        | 108-85 | Halcones Rojos | Gimnasio Solidaridad                 | 10 de agosto | 20:00 |
| Freseros        | 76-81  | Halcones       | Inforum Irapuato                     | 10 de agosto | 20:00 |

| Halcones Rojos | 96-91      | Panteras        | Auditorio Benito Juárez                  | 14 de agosto | 20:15 |
| Santos         | 104-90     | Correcaminos    | Auditorio Miguel Barragán                | 15 de agosto | 20:00 |
| Abejas         | 86-88      | Dorados         | Domo de la Feria                         | 15 de agosto | 20:00 |
| Halcones       | 103-69     | Soles           | Gimnasio Universitario "Nido del Halcón" | 15 de agosto | 20:00 |
| Halcones Rojos | 79-91      | Panteras        | Auditorio Benito Juárez                  | 15 de agosto | 20:15 |
| Santos         | 80-75      | Correcaminos    | Auditorio Miguel Barragán                | 16 de agosto | 20:00 |
| Abejas         | 80-84      | Dorados         | Domo de la Feria                         | 16 de agosto | 20:00 |
| Halcones       | 81-91      | Soles           | Gimnasio Universitario "Nido del Halcón" | 16 de agosto | 20:00 |
| Mineros        | 75-82      | Freseros        | Gimnasio Prof. Marcelino González        | 16 de agosto | 20:05 |
| Fuerza Regia   | 91-86      | Lobos Plateados | Gimnasio Nuevo León Unido                | 16 de agosto | 20:15 |
| Astros         | 88-79      | Plateros        | Arena Astros                             | 16 de agosto | 20:15 |
| Diablos Rojos  | 111-103 TE | El Calor        | Gimnasio Olímpico Juan de la Barrera     | 17 de agosto | 16:00 |
| Fuerza Regia   | 90-67      | Lobos Plateados | Gimnasio Nuevo León Unido                | 17 de agosto | 16:15 |
| Astros         | 80-88      | Plateros        | Arena Astros                             | 17 de agosto | 18:15 |
| Mineros        | 86-92      | Freseros        | Gimnasio Prof. Marcelino González        | 17 de agosto | 20:05 |
| Diablos Rojos  | 94-87      | El Calor        | Gimnasio Olímpico Juan de la Barrera     | 18 de agosto | 16:00 |

| El Calor        | 83-74   | Halcones       | Poliforum Benito Juárez              | 22 de agosto | 19:15 |
| Lobos Plateados | 76-87   | Halcones Rojos | Arena BUAP                           | 22 de agosto | 20:00 |
| Dorados         | 85-79   | Diablos Rojos  | Gimnasio Manuel Bernardo Aguirre     | 22 de agosto | 20:00 |
| Panteras        | 86-76   | Astros         | Auditorio Hermanos Carreón           | 22 de agosto | 20:30 |
| Correcaminos    | 80-87   | Abejas         | Gimnasio Multidisciplinario Victoria | 23 de agosto | 19:00 |
| El Calor        | 82-90   | Halcones       | Poliforum Benito Juárez              | 23 de agosto | 19:15 |
| Plateros        | 91-73   | Santos         | Gimnasio Solidaridad                 | 23 de agosto | 20:00 |
| Freseros        | 94-83   | Soles          | Inforum Irapuato                     | 23 de agosto | 20:00 |
| Lobos Plateados | 89-96   | Halcones Rojos | Arena BUAP                           | 23 de agosto | 20:00 |
| Dorados         | 99-84   | Diablos Rojos  | Gimnasio Manuel Bernardo Aguirre     | 23 de agosto | 20:00 |
| Mineros         | 88-66   | Fuerza Regia   | Gimnasio Prof. Marcelino González    | 23 de agosto | 20:05 |
| Panteras        | 86-81   | Astros         | Auditorio Hermanos Carreón           | 23 de agosto | 20:30 |
| Correcaminos    | 78-75   | Abejas         | Gimnasio Multidisciplinario Victoria | 24 de agosto | 19:00 |
| Plateros        | 88-83   | Santos         | Gimnasio Solidaridad                 | 24 de agosto | 20:00 |
| Freseros        | 101-102 | Soles          | Inforum Irapuato                     | 24 de agosto | 20:00 |
| Mineros         | 71-77   | Fuerza Regia   | Gimnasio Prof. Marcelino González    | 24 de agosto | 20:05 |

| Santos         | 72-90   | Panteras        | Auditorio Miguel Barragán                | 5 de septiembre | 20:00 |
| Abejas         | 85-95   | Plateros        | Domo de la Feria                         | 5 de septiembre | 20:00 |
| Halcones       | 104-103 | Dorados         | Gimnasio Universitario "Nido del Halcón" | 5 de septiembre | 20:00 |
| Halcones Rojos | 84-63   | Mineros         | Auditorio Benito Juárez                  | 5 de septiembre | 20:15 |
| Soles          | 71-70   | El Calor        | Auditorio PSF                            | 5 de septiembre | 21:00 |
| Diablos Rojos  | 95-97   | Correcaminos    | Gimnasio Olímpico Juan de la Barrera     | 6 de septiembre | 20:00 |
| Santos         | 78-91   | Panteras        | Auditorio Miguel Barragán                | 6 de septiembre | 20:00 |
| Abejas         | 89-92   | Plateros        | Domo de la Feria                         | 6 de septiembre | 20:00 |
| Halcones       | 99-91   | Dorados         | Gimnasio Universitario "Nido del Halcón" | 6 de septiembre | 20:00 |
| Fuerza Regia   | 93-90   | Freseros        | Gimnasio Nuevo León Unido                | 6 de septiembre | 20:15 |
| Astros         | 85-78   | Lobos Plateados | Arena Astros                             | 6 de septiembre | 20:15 |
| Halcones Rojos | 93-86   | Mineros         | Auditorio Benito Juárez                  | 6 de septiembre | 20:15 |
| Soles          | 68-66   | El Calor        | Auditorio PSF                            | 6 de septiembre | 21:00 |
| Diablos Rojos  | 95-73   | Correcaminos    | Gimnasio Olímpico Juan de la Barrera     | 7 de septiembre | 16:00 |
| Fuerza Regia   | 91-73   | Freseros        | Gimnasio Nuevo León Unido                | 7 de septiembre | 16:15 |
| Astros         | 70-63   | Lobos Plateados | Arena Astros                             | 7 de septiembre | 18:15 |

| Correcaminos    | 69-89      | Halcones       | Gimnasio Multidisciplinario Victoria | 12 de septiembre | 19:00 |
| Lobos Plateados | 78-83      | Santos         | Arena BUAP                           | 12 de septiembre | 20:00 |
| Dorados         | 90-81      | Soles          | Gimnasio Manuel Bernardo Aguirre     | 12 de septiembre | 20:00 |
| Panteras        | 95-93      | Abejas         | Auditorio Hermanos Carreón           | 12 de septiembre | 20:30 |
| Correcaminos    | 83-98      | Halcones       | Gimnasio Multidisciplinario Victoria | 13 de septiembre | 19:00 |
| Plateros        | 84-93      | Diablos Rojos  | Gimnasio Solidaridad                 | 13 de septiembre | 20:00 |
| Freseros        | 106-101 TE | El Calor       | Inforum Irapuato                     | 13 de septiembre | 20:00 |
| Lobos Plateados | 86-88      | Santos         | Arena BUAP                           | 13 de septiembre | 20:00 |
| Dorados         | 101-98 TE  | Soles          | Gimnasio Manuel Bernardo Aguirre     | 13 de septiembre | 20:00 |
| Mineros         | 81-92      | Astros         | Gimnasio Prof. Marcelino González    | 13 de septiembre | 20:05 |
| Fuerza Regia    | 76-62      | Halcones Rojos | Gimnasio Nuevo León Unido            | 13 de septiembre | 20:15 |
| Panteras        | 101-86     | Abejas         | Auditorio Hermanos Carreón           | 13 de septiembre | 20:30 |
| Fuerza Regia    | 71-70      | Halcones Rojos | Gimnasio Nuevo León Unido            | 14 de septiembre | 16:15 |
| Plateros        | 79-76      | Diablos Rojos  | Gimnasio Solidaridad                 | 14 de septiembre | 20:00 |
| Freseros        | 85-82      | El Calor       | Inforum Irapuato                     | 14 de septiembre | 20:00 |
| Mineros         | 79-103     | Astros         | Gimnasio Prof. Marcelino González    | 14 de septiembre | 20:05 |

| El Calor       | 63-72  | Dorados         | Poliforum Benito Juárez                  | 17 de septiembre | 19:15 |
| Santos         | 107-62 | Mineros         | Auditorio Miguel Barragán                | 17 de septiembre | 20:00 |
| Diablos Rojos  | 92-71  | Panteras        | Gimnasio Olímpico Juan de la Barrera     | 17 de septiembre | 20:00 |
| Halcones       | 91-74  | Plateros        | Gimnasio Universitario "Nido del Halcón" | 17 de septiembre | 20:00 |
| Halcones Rojos | 94-81  | Freseros        | Auditorio Benito Juárez                  | 17 de septiembre | 20:15 |
| Astros         | 80-79  | Fuerza Regia    | Arena Astros                             | 17 de septiembre | 20:15 |
| Soles          | 94-60  | Correcaminos    | Auditorio PSF                            | 17 de septiembre | 21:00 |
| El Calor       | 90-71  | Dorados         | Poliforum Benito Juárez                  | 18 de septiembre | 19:15 |
| Abejas         | 92-86  | Lobos Plateados | Domo de la Feria                         | 18 de septiembre | 20:00 |
| Santos         | 87-82  | Mineros         | Auditorio Miguel Barragán                | 18 de septiembre | 20:00 |
| Diablos Rojos  | 95-69  | Panteras        | Gimnasio Olímpico Juan de la Barrera     | 18 de septiembre | 20:00 |
| Halcones       | 81-86  | Plateros        | Gimnasio Universitario "Nido del Halcón" | 18 de septiembre | 20:00 |
| Halcones Rojos | 67-56  | Freseros        | Auditorio Benito Juárez                  | 18 de septiembre | 20:15 |
| Astros         | 63-89  | Fuerza Regia    | Arena Astros                             | 18 de septiembre | 20:15 |
| Soles          | 96-83  | Correcaminos    | Auditorio PSF                            | 18 de septiembre | 21:00 |
| Abejas         | 92-97  | Lobos Plateados | Domo de la Feria                         | 19 de septiembre | 20:00 |

| Fuerza Regia    | 90-77  | Santos        | Gimnasio Nuevo León Unido            | 21 de septiembre | 16:15 |
| Correcaminos    | 76-81  | El Calor      | Gimnasio Multidisciplinario Victoria | 21 de septiembre | 19:00 |
| Lobos Plateados | 86-98  | Diablos Rojos | Arena BUAP                           | 21 de septiembre | 20:00 |
| Plateros        | 96-91  | Soles         | Gimnasio Solidaridad                 | 21 de septiembre | 20:00 |
| Freseros        | 98-76  | Dorados       | Inforum Irapuato                     | 21 de septiembre | 20:00 |
| Mineros         | 78-71  | Abejas        | Gimnasio Prof. Marcelino González    | 21 de septiembre | 20:05 |
| Halcones Rojos  | 71-84  | Astros        | Auditorio Benito Juárez              | 21 de septiembre | 20:15 |
| Panteras        | 103-99 | Halcones      | Auditorio Hermanos Carreón           | 21 de septiembre | 20:30 |
| Lobos Plateados | 81-91  | Diablos Rojos | Arena BUAP                           | 22 de septiembre | 16:00 |
| Fuerza Regia    | 88-67  | Santos        | Gimnasio Nuevo León Unido            | 22 de septiembre | 16:15 |
| Plateros        | 85-89  | Soles         | Gimnasio Solidaridad                 | 22 de septiembre | 18:00 |
| Freseros        | 68-76  | Dorados       | Inforum Irapuato                     | 22 de septiembre | 18:00 |
| Mineros         | 76-83  | Abejas        | Gimnasio Prof. Marcelino González    | 22 de septiembre | 18:00 |
| Halcones Rojos  | 98-95  | Astros        | Auditorio Benito Juárez              | 22 de septiembre | 18:00 |
| Correcaminos    | 79-90  | El Calor      | Gimnasio Multidisciplinario Victoria | 22 de septiembre | 19:00 |
| Panteras        | 100-92 | Halcones      | Auditorio Hermanos Carreón           | 22 de septiembre | 19:00 |

| El Calor      | 65-62  | Plateros        | Poliforum Benito Juárez                  | 26 de septiembre | 19:15 |
| Santos        | 83-96  | Halcones Rojos  | Auditorio Miguel Barragán                | 26 de septiembre | 20:00 |
| Abejas        | 87-69  | Fuerza Regia    | Domo de la Feria                         | 26 de septiembre | 20:00 |
| Soles         | 100-72 | Panteras        | Auditorio PSF                            | 26 de septiembre | 20:00 |
| Dorados       | 81-74  | Correcaminos    | Gimnasio Manuel Bernardo Aguirre         | 26 de septiembre | 20:00 |
| El Calor      | 82-90  | Plateros        | Poliforum Benito Juárez                  | 27 de septiembre | 19:15 |
| Santos        | 81-92  | Halcones Rojos  | Auditorio Miguel Barragán                | 27 de septiembre | 20:00 |
| Abejas        | 90-88  | Fuerza Regia    | Domo de la Feria                         | 27 de septiembre | 20:00 |
| Dorados       | 70-59  | Correcaminos    | Gimnasio Manuel Bernardo Aguirre         | 27 de septiembre | 20:00 |
| Halcones      | 84-81  | Lobos Plateados | Gimnasio Universitario "Nido del Halcón" | 27 de septiembre | 20:00 |
| Astros        | 94-89  | Freseros        | Arena Astros                             | 27 de septiembre | 20:15 |
| Soles         | 74-81  | Panteras        | Auditorio PSF                            | 27 de septiembre | 21:00 |
| Diablos Rojos | 108-82 | Mineros         | Gimnasio Olímpico Juan de la Barrera     | 28 de septiembre | 16:00 |
| Astros        | 100-86 | Freseros        | Arena Astros                             | 28 de septiembre | 18:15 |
| Halcones      | 85-67  | Lobos Plateados | Gimnasio Universitario "Nido del Halcón" | 28 de septiembre | 19:00 |
| Diablos Rojos | 107-97 | Mineros         | Gimnasio Olímpico Juan de la Barrera     | 29 de septiembre | 16:00 |

| Lobos Plateados | 103-110  | Soles         | Arena BUAP                        | 3 de octubre | 20:00 |
| Halcones Rojos  | 96-86    | Abejas        | Auditorio Benito Juárez           | 3 de octubre | 20:15 |
| Panteras        | 75-77    | El Calor      | Auditorio Hermanos Carreón        | 3 de octubre | 20:30 |
| Plateros        | 79-82    | Dorados       | Gimnasio Solidaridad              | 4 de octubre | 20:00 |
| Freseros        | 93-96 TE | Correcaminos  | Inforum Irapuato                  | 4 de octubre | 20:00 |
| Mineros         | 72-80    | Halcones      | Gimnasio Prof. Marcelino González | 4 de octubre | 20:00 |
| Lobos Plateados | 79-88    | Soles         | Arena BUAP                        | 4 de octubre | 20:00 |
| Fuerza Regia    | 100-87   | Diablos Rojos | Gimnasio Nuevo León Unido         | 4 de octubre | 20:15 |
| Astros          | 93-89    | Santos        | Arena Astros                      | 4 de octubre | 20:15 |
| Halcones Rojos  | 91-89    | Abejas        | Auditorio Benito Juárez           | 4 de octubre | 20:15 |
| Panteras        | 61-88    | El Calor      | Auditorio Hermanos Carreón        | 4 de octubre | 20:30 |
| Fuerza Regia    | 90-102   | Diablos Rojos | Gimnasio Nuevo León Unido         | 5 de octubre | 16:15 |
| Astros          | 74-64    | Santos        | Arena Astros                      | 5 de octubre | 18:15 |
| Plateros        | 96-92    | Dorados       | Gimnasio Solidaridad              | 5 de octubre | 20:00 |
| Freseros        | 88-89 TE | Correcaminos  | Inforum Irapuato                  | 5 de octubre | 20:00 |
| Mineros         | 67-96    | Halcones      | Gimnasio Prof. Marcelino González | 5 de octubre | 20:05 |

| Abejas        | 109-120  | Astros          | Domo de la Feria                         | 8 de octubre  | 20:00 |
| Abejas        | 91-87    | Astros          | Domo de la Feria                         | 9 de octubre  | 20:00 |
| Correcaminos  | 79-88    | Plateros        | Gimnasio Multidisciplinario Victoria     | 10 de octubre | 19:00 |
| El Calor      | 68-65    | Lobos Plateados | Poliforum Benito Juárez                  | 10 de octubre | 19:15 |
| Santos        | 71-117   | Freseros        | Auditorio Miguel Barragán                | 10 de octubre | 20:00 |
| Halcones      | 86-85 TE | Fuerza Regia    | Gimnasio Universitario "Nido del Halcón" | 10 de octubre | 20:00 |
| Soles         | 91-57    | Mineros         | Auditorio PSF                            | 10 de octubre | 21:00 |
| Dorados       | 82-81    | Panteras        | Gimnasio Manuel Bernardo Aguirre         | 10 de octubre |       |
| Correcaminos  | 87-82 TE | Plateros        | Gimnasio Multidisciplinario Victoria     | 11 de octubre | 19:00 |
| El Calor      | 90-76    | Lobos Plateados | Poliforum Benito Juárez                  | 11 de octubre | 19:15 |
| Diablos Rojos | 102-80   | Halcones Rojos  | Gimnasio Olímpico Juan de la Barrera     | 11 de octubre | 20:00 |
| Santos        | 84-83    | Freseros        | Auditorio Miguel Barragán                | 11 de octubre | 20:00 |
| Halcones      | 76-81    | Fuerza Regia    | Gimnasio Universitario "Nido del Halcón" | 11 de octubre | 20:00 |
| Soles         | 96-55    | Mineros         | Auditorio PSF                            | 11 de octubre | 20:00 |
| Dorados       | 76-81    | Panteras        | Gimnasio Manuel Bernardo Aguirre         | 11 de octubre | 20:00 |
| Diablos Rojos | 95-100   | Halcones Rojos  | Gimnasio Olímpico Juan de la Barrera     | 12 de octubre | 16:00 |

| Correcaminos   | 81-86      | Panteras        | Gimnasio Multidisciplinario Victoria | 15 de octubre | 19:00 |
| El Calor       | 86-81      | Mineros         | Poliforum Benito Juárez              | 15 de octubre | 19:15 |
| Abejas         | 83-84      | Santos          | Domo de la Feria                     | 15 de octubre | 20:00 |
| Diablos Rojos  | 102-107 TE | Astros          | Gimnasio Olímpico Juan de la Barrera | 15 de octubre | 20:00 |
| Dorados        | 111-80     | Lobos Plateados | Gimnasio Manuel Bernardo Aguirre     | 15 de octubre | 20:00 |
| Freseros       | 97-103     | Plateros        | Inforum Irapuato                     | 15 de octubre | 20:00 |
| Halcones Rojos | 75-67      | Halcones        | Auditorio Benito Juárez              | 15 de octubre | 20:15 |
| Soles          | 83-72      | Fuerza Regia    | Auditorio PSF                        | 15 de octubre | 21:00 |
| El Calor       | 87-60      | Mineros         | Poliforum Benito Juárez              | 16 de octubre | 19:15 |
| Correcaminos   | 76-84      | Panteras        | Gimnasio Multidisciplinario Victoria | 16 de octubre | 20:00 |
| Abejas         | 105-98     | Santos          | Domo de la Feria                     | 16 de octubre | 20:00 |
| Diablos Rojos  | 104-70     | Astros          | Gimnasio Olímpico Juan de la Barrera | 16 de octubre | 20:00 |
| Dorados        | 101-76     | Lobos Plateados | Gimnasio Manuel Bernardo Aguirre     | 16 de octubre | 20:00 |
| Freseros       | 105-96     | Plateros        | Inforum Irapuato                     | 16 de octubre | 20:00 |
| Halcones Rojos | 79-81      | Halcones        | Auditorio Benito Juárez              | 16 de octubre | 20:00 |
| Soles          | 86-82      | Fuerza Regia    | Auditorio PSF                        | 16 de octubre | 20:00 |

Fuente: Calendario LIGA SÍSNova LNBP 2024

### Clasificación
|                                               | Equipo                          | JJ | JG | JP | PF   | PC   | Dif. | Ptos. |
| --------------------------------------------- | ------------------------------- | -- | -- | -- | ---- | ---- | ---- | ----- |
| 1                                             | Fuerza Regia de Monterrey       | 32 | 23 | 9  | 2721 | 2497 | 224  | 55    |
| 2                                             | Astros de Jalisco               | 32 | 23 | 9  | 2753 | 2619 | 134  | 55    |
| 3                                             | Diablos Rojos del México        | 32 | 21 | 11 | 2933 | 2694 | 239  | 53    |
| 4                                             | Halcones de Xalapa              | 32 | 21 | 11 | 2795 | 2635 | 160  | 53    |
| 5                                             | Panteras de Aguascalientes      | 32 | 20 | 12 | 2787 | 2703 | 84   | 52    |
| 6                                             | Dorados de Chihuahua            | 32 | 19 | 13 | 2766 | 2719 | 47   | 51    |
| 7                                             | Soles de Mexicali               | 32 | 19 | 13 | 2703 | 2641 | 62   | 51    |
| 8                                             | Plateros de Fresnillo           | 32 | 18 | 14 | 2714 | 2651 | 63   | 50    |
| 9                                             | El Calor de Cancún              | 32 | 17 | 15 | 2646 | 2527 | 119  | 49    |
| 10                                            | Halcones Rojos de Veracruz      | 32 | 16 | 16 | 2699 | 2761 | -62  | 48    |
| 11                                            | Santos del Potosí               | 32 | 14 | 18 | 2688 | 2779 | -91  | 46    |
| 12                                            | Freseros de Irapuato            | 32 | 12 | 20 | 2821 | 2865 | -44  | 44    |
| 13                                            | Mineros de Zacatecas            | 32 | 10 | 22 | 2479 | 2743 | -264 | 42    |
| 14                                            | Abejas de León                  | 32 | 8  | 24 | 2762 | 2914 | -152 | 40    |
| 15                                            | Correcaminos de la UAT Victoria | 32 | 8  | 24 | 2557 | 2852 | -295 | 40    |
| 16                                            | Lobos Plateados de la BUAP      | 32 | 7  | 25 | 2681 | 2905 | -224 | 39    |
| Fuente: Tabla de Posiciones LNBP              |                                 |    |    |    |      |      |      |       |
| Fecha de actualización: 16 de octubre de 2024 |                                 |    |    |    |      |      |      |       |

- Clasificados a Playoffs.
- Clasificados a Play-in.

### Copa Value
Participaron los ocho primeros equipos mejor clasificados hasta la jornada 7.
|  | Cuartos de final  | Cuartos de final  | Cuartos de final  |               |    | Semifinales  | Semifinales  | Semifinales  |  |   | Final        | Final        | Final        |  |
|  | 28 - 29 de agosto | 28 - 29 de agosto | 28 - 29 de agosto |               |    | 30 de agosto | 30 de agosto | 30 de agosto |  |   | 31 de agosto | 31 de agosto | 31 de agosto |  |
|  |                   |                   |                   |               |    |              |              |              |  |   |              |              |              |  |
|  |                   |                   |                   |               |    |              |              |              |  |   |              |              |              |  |
|  | 1                 | Fuerza Regia      | 83                |               |    |              |              |              |  |   |              |              |              |  |
|  | 1                 | Fuerza Regia      | 83                |               |    |              |              |              |  |   |              |              |              |  |
|  | 8                 | Plateros          | 71                |               |    |              |              |              |  |   |              |              |              |  |
|  | 8                 | Plateros          | 71                |               | 1  | Fuerza Regia | 77           |              |  |   |              |              |              |  |
|  |                   |                   |                   |               | 1  | Fuerza Regia | 77           |              |  |   |              |              |              |  |
|  |                   |                   | 4                 | Halcones      | 87 |              |              |              |  |   |              |              |              |  |
|  | 4                 | Halcones          | 4                 | Halcones      | 87 | 78           |              |              |  |   |              |              |              |  |
|  | 4                 | Halcones          |                   |               |    |              |              |              |  |   |              |              |              |  |
|  | 5                 | Panteras          | 75                |               |    |              |              |              |  |   |              |              |              |  |
|  | 5                 | Panteras          | 75                |               |    |              |              |              |  | 4 | Halcones     | 80           |              |  |
|  |                   |                   |                   |               |    |              |              |              |  | 4 | Halcones     | 80           |              |  |
|  |                   |                   | 3                 | Diablos Rojos | 67 |              |              |              |  |   |              |              |              |  |
|  | 2                 | Astros            | 3                 | Diablos Rojos | 67 | 94           |              |              |  |   |              |              |              |  |
|  | 2                 | Astros            |                   |               |    |              |              |              |  |   |              |              |              |  |
|  | 7                 | Mineros           | 81                |               |    |              |              |              |  |   |              |              |              |  |
|  | 7                 | Mineros           | 81                |               | 2  | Astros       | 71           |              |  |   |              |              |              |  |
|  |                   |                   |                   |               | 2  | Astros       | 71           |              |  |   |              |              |              |  |
|  |                   |                   | 3                 | Diablos Rojos | 73 |              |              |              |  |   |              |              |              |  |
|  | 3                 | Diablos Rojos     | 3                 | Diablos Rojos | 73 | 90           |              |              |  |   |              |              |              |  |
|  | 3                 | Diablos Rojos     |                   |               |    |              |              |              |  |   |              |              |              |  |
|  | 6                 | Santos            | 76                |               |    |              |              |              |  |   |              |              |              |  |
|  | 6                 | Santos            | 76                |               |    |              |              |              |  |   |              |              |              |  |
|  |                   |                   |                   |               |    |              |              |              |  |   |              |              |              |  |

#### Cuartos de final
| 28 de agosto | Astros de Jalisco                                                                       | 94–81                                 | Mineros de Zacatecas                                          | Monterrey                           |  |
| 18:00        | Parciales: 24-28, 22-19, 17-14, 31-20                                                   | Parciales: 24-28, 22-19, 17-14, 31-20 | Parciales: 24-28, 22-19, 17-14, 31-20                         |                                     |  |
|              | Estadísticas R. Marques, R. Mendoza (16) Tre'Darius McCallum (8) Corey Sanders Jr. (11) | Reporte Pts Reb Asts                  | Estadísticas (25) Malik Curry (8) Ater Majok (4) Andre Spight | Pabellón: Gimnasio Nuevo León Unido |  |

| 28 de agosto | Fuerza Regia de Monterrey                                                       | 83–71                                 | Plateros de Fresnillo                                                   | Monterrey                           |  |
| 20:30        | Parciales: 19-20, 26-16, 19-15, 19-20                                           | Parciales: 19-20, 26-16, 19-15, 19-20 | Parciales: 19-20, 26-16, 19-15, 19-20                                   |                                     |  |
|              | Estadísticas Wayne Langston (18) D. Bejarano, K. Ray (6) M. Speight, K. Ray (7) | Reporte Pts Reb Asts                  | Estadísticas (16) Michael Bryson (7) Ángel Luis Matías (5) Tyrone White | Pabellón: Gimnasio Nuevo León Unido |  |

| 29 de agosto | Diablos Rojos del México                                                    | 90–76                                 | Santos del Potosí                                                    | Monterrey                           |  |
| 18:00        | Parciales: 19-24, 23-19, 25-15, 23-18                                       | Parciales: 19-24, 23-19, 25-15, 23-18 | Parciales: 19-24, 23-19, 25-15, 23-18                                |                                     |  |
|              | Estadísticas Maique Tavares (20) M. Tavares, M. Smith (8) Yahir Bonilla (4) | Reporte Pts Reb Asts                  | Estadísticas (18) Alihan Demir (11) Alihan Demir (5) Lamonte Bearden | Pabellón: Gimnasio Nuevo León Unido |  |

| 29 de agosto | Halcones de Xalapa                                                 | 78–75                                 | Panteras de Aguascalientes                                                    | Monterrey                           |  |
| 20:30        | Parciales: 12-23, 15-16, 28-24, 23-12                              | Parciales: 12-23, 15-16, 28-24, 23-12 | Parciales: 12-23, 15-16, 28-24, 23-12                                         |                                     |  |
|              | Estadísticas Gabriel Girón (17) Jordan Glynn (8) Clevin Hannah (4) | Reporte Pts Reb Asts                  | Estadísticas (18) Wesley de Castro (5) F. Jaimes, J. Bibbs (9) Joshua Perkins | Pabellón: Gimnasio Nuevo León Unido |  |

#### Semifinales
| 30 de agosto | Astros de Jalisco                                                          | 71–73                                 | Diablos Rojos del México                                          | Monterrey                           |  |
| 18:00        | Parciales: 15-21, 16-18, 23-24, 17-10                                      | Parciales: 15-21, 16-18, 23-24, 17-10 | Parciales: 15-21, 16-18, 23-24, 17-10                             |                                     |  |
|              | Estadísticas Rigoberto Mendoza (18) Ruan Miranda (12) Mikhael McKinney (4) | Reporte Pts Reb Asts                  | Estadísticas (24) Avry Holmes (9) Yahir Bonilla (3) Michael Smith | Pabellón: Gimnasio Nuevo León Unido |  |

| 30 de agosto | Fuerza Regia de Monterrey                                                        | 77–87                                 | Halcones de Xalapa                                                          | Monterrey                           |  |
| 20:30        | Parciales: 23-15, 15-27, 21-13, 18-32                                            | Parciales: 23-15, 15-27, 21-13, 18-32 | Parciales: 23-15, 15-27, 21-13, 18-32                                       |                                     |  |
|              | Estadísticas Micah Speight (19) M. Speight, J. Grant III (6) Jerai Grant III (6) | Reporte Pts Reb Asts                  | Estadísticas (23) Clevin Hannah (8) S. Henry, A. Elsener (3) Tres jugadores | Pabellón: Gimnasio Nuevo León Unido |  |

#### Final
| 31 de agosto | Diablos Rojos del México                                                          | 67–80                                 | Halcones de Xalapa                                                | Monterrey                           |  |
| 16:00        | Parciales: 21-24, 14-17, 17-14, 15-25                                             | Parciales: 21-24, 14-17, 17-14, 15-25 | Parciales: 21-24, 14-17, 17-14, 15-25                             |                                     |  |
|              | Estadísticas Avry Holmes (16) J. J. Avila, Y. Bonilla (8) A. Holmes, M. Smith (5) | Reporte Pts Reb Asts                  | Estadísticas (19) Jordan Glynn (7) Jordan Glynn (6) Clevin Hannah | Pabellón: Gimnasio Nuevo León Unido |  |

### Play-in

###### (5) Panteras de Aguascalientes vs. (12) Freseros de Irapuato
| 19 de octubre | Panteras de Aguascalientes                                        | 100–77                                | Freseros de Irapuato                                               | Aguascalientes                       |  |
| 20:30         | Parciales: 26-20, 24-18, 23-14, 27-25                             | Parciales: 26-20, 24-18, 23-14, 27-25 | Parciales: 26-20, 24-18, 23-14, 27-25                              |                                      |  |
|               | Estadísticas Gary Ricks (20) Fabián Jaimes (9) Joshua Perkins (8) | Reporte Pts Reb Asts                  | Estadísticas (22) Tyree Corbett (15) Tyree Corbett (5) Jimond Ivey | Pabellón: Auditorio Hermanos Carreón |  |

| 20 de octubre | Panteras de Aguascalientes                                           | 98–79                                 | Freseros de Irapuato                                             | Aguascalientes                       |  |
| 19:30         | Parciales: 28-24, 23-23, 23-13, 24-19                                | Parciales: 28-24, 23-23, 23-13, 24-19 | Parciales: 28-24, 23-23, 23-13, 24-19                            |                                      |  |
|               | Estadísticas Stedmon Lemon (28) Fabián Jaimes (14) Stedmon Lemon (7) | Reporte Pts Reb Asts                  | Estadísticas (20) Jimond Ivey (11) Tyree Corbett (8) Jimond Ivey | Pabellón: Auditorio Hermanos Carreón |  |

###### (6) Dorados de Chihuahua vs. (11) Santos del Potosí
| 20 de octubre | Dorados de Chihuahua                                                           | 106–71                                | Santos del Potosí                                                      | Chihuahua                                  |  |
| 16:00         | Parciales: 27-14, 30-16, 26-19, 23-22                                          | Parciales: 27-14, 30-16, 26-19, 23-22 | Parciales: 27-14, 30-16, 26-19, 23-22                                  |                                            |  |
|               | Estadísticas Charles Mitchell (24) Nicholas Hornsby (6) Lester Medford Jr. (7) | Reporte Pts Reb Asts                  | Estadísticas (12) K. Stephens, J. Cruz (8) Jesús Cruz (4) Alihan Demir | Pabellón: Gimnasio Manuel Bernardo Aguirre |  |

| 21 de octubre | Dorados de Chihuahua                                                            | 72–83                                | Santos del Potosí                                                     | Chihuahua                                  |  |
| 20:00         | Parciales: 25-20, 19-23, 20-17, 8-23                                            | Parciales: 25-20, 19-23, 20-17, 8-23 | Parciales: 25-20, 19-23, 20-17, 8-23                                  |                                            |  |
|               | Estadísticas Charles Mitchell (21) Franco Giorgetti (10) Lester Medford Jr. (7) | Reporte Pts Reb Asts                 | Estadísticas (22) Alihan Demir (10) Kendall Stephens (6) Alihan Demir | Pabellón: Gimnasio Manuel Bernardo Aguirre |  |

| 24 de octubre | Santos del Potosí                                                | 85–97                                 | Dorados de Chihuahua                                                              | San Luis Potosí                     |  |
| 20:00         | Parciales: 15-25, 23-21, 25-23, 22-28                            | Parciales: 15-25, 23-21, 25-23, 22-28 | Parciales: 15-25, 23-21, 25-23, 22-28                                             |                                     |  |
|               | Estadísticas Alihan Demir (33) Alihan Demir (12) Matthew Lee (5) | Reporte Pts Reb Asts                  | Estadísticas (20) Lester Medford Jr. (14) Charles Mitchell (8) Lester Medford Jr. | Pabellón: Auditorio Miguel Barragán |  |

###### (7) Soles de Mexicali vs. (10) Halcones Rojos de Veracruz
| 19 de octubre | Soles de Mexicali                                                              | 104–79                                | Halcones Rojos de Veracruz                                                            | Mexicali                |  |
| 20:00         | Parciales: 25-21, 21-13, 15-18, 43-27                                          | Parciales: 25-21, 21-13, 15-18, 43-27 | Parciales: 25-21, 21-13, 15-18, 43-27                                                 |                         |  |
|               | Estadísticas E. Thomas, K. Faried (18) Kenneth Faried (11) Daniel Hamilton (9) | Reporte Pts Reb Asts                  | Estadísticas (18) Deshawndre Washington (9) Jerry Jefferson (5) Deshawndre Washington | Pabellón: Auditorio PSF |  |

| 20 de octubre | Soles de Mexicali                                                      | 97–72                                 | Halcones Rojos de Veracruz                                                     | Mexicali                |  |
| 18:00         | Parciales: 20-14, 36-18, 15-21, 26-19                                  | Parciales: 20-14, 36-18, 15-21, 26-19 | Parciales: 20-14, 36-18, 15-21, 26-19                                          |                         |  |
|               | Estadísticas Jordan Swing (16) Daniel Hamilton (9) Daniel Hamilton (6) | Reporte Pts Reb Asts                  | Estadísticas (24) Kenneth Horton (11) Kenneth Horton (3) Deshawndre Washington | Pabellón: Auditorio PSF |  |

###### (8) Plateros de Fresnillo vs. (9) El Calor de Cancún
| 19 de octubre | Plateros de Fresnillo                                                 | 79–82                                 | El Calor de Cancún                                                             | Fresnillo                      |  |
| 20:00         | Parciales: 16-25, 19-21, 20-16, 24-20                                 | Parciales: 16-25, 19-21, 20-16, 24-20 | Parciales: 16-25, 19-21, 20-16, 24-20                                          |                                |  |
|               | Estadísticas Michael Bryson (26) Tyrone White (7) Facundo Vázquez (7) | Reporte Pts Reb Asts                  | Estadísticas (21) Heissler Guillent (8) Edgaras Želionis (5) Heissler Guillent | Pabellón: Gimnasio Solidaridad |  |

| 20 de octubre | Plateros de Fresnillo                                                 | 90–93                                                    | El Calor de Cancún                                                                  | Fresnillo                      |  |
| 18:00         | Parciales: 20-31, 16-12, 17-7, 19-22 (T.E.: 10-10, 8-11)              | Parciales: 20-31, 16-12, 17-7, 19-22 (T.E.: 10-10, 8-11) | Parciales: 20-31, 16-12, 17-7, 19-22 (T.E.: 10-10, 8-11)                            |                                |  |
|               | Estadísticas Tyrone White (30) Michael Bryson (8) Jerime Anderson (7) | Reporte Pts Reb Asts                                     | Estadísticas (22) Martín Fernández (8) E. Želionis, J. Lawson (6) Heissler Guillent | Pabellón: Gimnasio Solidaridad |  |

### Playoffs
|  | Semifinales de Zona            | Semifinales de Zona            | Semifinales de Zona            |               |   | Finales de Zona     | Finales de Zona     | Finales de Zona     |  |   | Gran Final                       | Gran Final                       | Gran Final                       |  |
|  | 25 de octubre - 3 de noviembre | 25 de octubre - 3 de noviembre | 25 de octubre - 3 de noviembre |               |   | 6 - 17 de noviembre | 6 - 17 de noviembre | 6 - 17 de noviembre |  |   | 28 de noviembre - 9 de diciembre | 28 de noviembre - 9 de diciembre | 28 de noviembre - 9 de diciembre |  |
|  |                                |                                |                                |               |   |                     |                     |                     |  |   |                                  |                                  |                                  |  |
|  |                                |                                |                                |               |   |                     |                     |                     |  |   |                                  |                                  |                                  |  |
|  | 1                              | Fuerza Regia                   | 3                              |               |   |                     |                     |                     |  |   |                                  |                                  |                                  |  |
|  | 1                              | Fuerza Regia                   | 3                              |               |   |                     |                     |                     |  |   |                                  |                                  |                                  |  |
|  | 8                              | El Calor                       | 2                              |               |   |                     |                     |                     |  |   |                                  |                                  |                                  |  |
|  | 8                              | El Calor                       | 2                              |               | 1 | Fuerza Regia        | 3                   |                     |  |   |                                  |                                  |                                  |  |
|  | Zona Caliente                  |                                |                                |               | 1 | Fuerza Regia        | 3                   |                     |  |   |                                  |                                  |                                  |  |
|  |                                |                                | 4                              | Halcones      | 4 |                     |                     |                     |  |   |                                  |                                  |                                  |  |
|  | 4                              | Halcones                       | 4                              | Halcones      | 4 | 3                   |                     |                     |  |   |                                  |                                  |                                  |  |
|  | 4                              | Halcones                       |                                |               |   |                     |                     |                     |  |   |                                  |                                  |                                  |  |
|  | 5                              | Panteras                       | 0                              |               |   |                     |                     |                     |  |   |                                  |                                  |                                  |  |
|  | 5                              | Panteras                       | 0                              |               |   |                     |                     |                     |  | 4 | Halcones                         | 1                                |                                  |  |
|  |                                |                                |                                |               |   |                     |                     |                     |  | 4 | Halcones                         | 1                                |                                  |  |
|  |                                |                                | 3                              | Diablos Rojos | 4 |                     |                     |                     |  |   |                                  |                                  |                                  |  |
|  | 2                              | Astros                         | 3                              | Diablos Rojos | 4 | 0                   |                     |                     |  |   |                                  |                                  |                                  |  |
|  | 2                              | Astros                         |                                |               |   |                     |                     |                     |  |   |                                  |                                  |                                  |  |
|  | 7                              | Soles                          | 3                              |               |   |                     |                     |                     |  |   |                                  |                                  |                                  |  |
|  | 7                              | Soles                          | 3                              |               | 7 | Soles               | 2                   |                     |  |   |                                  |                                  |                                  |  |
|  | Zona PUNTO CHG                 |                                |                                |               | 7 | Soles               | 2                   |                     |  |   |                                  |                                  |                                  |  |
|  |                                |                                | 3                              | Diablos Rojos | 4 |                     |                     |                     |  |   |                                  |                                  |                                  |  |
|  | 3                              | Diablos Rojos                  | 3                              | Diablos Rojos | 4 | 3                   |                     |                     |  |   |                                  |                                  |                                  |  |
|  | 3                              | Diablos Rojos                  |                                |               |   |                     |                     |                     |  |   |                                  |                                  |                                  |  |
|  | 6                              | Dorados                        | 1                              |               |   |                     |                     |                     |  |   |                                  |                                  |                                  |  |
|  | 6                              | Dorados                        | 1                              |               |   |                     |                     |                     |  |   |                                  |                                  |                                  |  |
|  |                                |                                |                                |               |   |                     |                     |                     |  |   |                                  |                                  |                                  |  |

#### Semifinales de Zona
Zona Caliente

###### (1) Fuerza Regia de Monterrey vs. (8) El Calor de Cancún
| 26 de octubre | Fuerza Regia de Monterrey                                                    | 62–65                                 | El Calor de Cancún                                                            | Monterrey                           |  |
| 16:15         | Parciales: 19-15, 17-13, 13-27, 13-10                                        | Parciales: 19-15, 17-13, 13-27, 13-10 | Parciales: 19-15, 17-13, 13-27, 13-10                                         |                                     |  |
|               | Estadísticas Harvey Jerai Grant III (14) Tres jugadores (5) Jalen Adaway (5) | Reporte Pts Reb Asts                  | Estadísticas (21) Martín Fernández (8) Edgaras Želionis (5) Heissler Guillent | Pabellón: Gimnasio Nuevo León Unido |  |

| 27 de octubre | Fuerza Regia de Monterrey                                                  | 79–64                                | El Calor de Cancún                                                          | Monterrey                           |  |
| 16:15         | Parciales: 20-20, 19-22, 19-7, 21-15                                       | Parciales: 20-20, 19-22, 19-7, 21-15 | Parciales: 20-20, 19-22, 19-7, 21-15                                        |                                     |  |
|               | Estadísticas Micah Speight (14) Jalen Adaway (8) W. Langston, [Jerai Grant | Reporte Pts Reb Asts                 | Estadísticas (10) Tres jugadores (6) Edgaras Želionis (6) Heissler Guillent | Pabellón: Gimnasio Nuevo León Unido |  |

| 30 de octubre | El Calor de Cancún                                                        | 59–56                                | Fuerza Regia de Monterrey                                            | Cancún                            |  |
| 19:15         | Parciales: 17-11, 11-18, 15-6, 16-21                                      | Parciales: 17-11, 11-18, 15-6, 16-21 | Parciales: 17-11, 11-18, 15-6, 16-21                                 |                                   |  |
|               | Estadísticas Martín Fernández (11) Arinze Chidom (6) Martín Fernández (5) | Reporte Pts Reb Asts                 | Estadísticas (19) Jaysean Paige (11) [Jerai Grant (5) Wayne Langston | Pabellón: Poliforum Benito Juárez |  |

| 31 de octubre | El Calor de Cancún                                                              | 56–70                                | Fuerza Regia de Monterrey                                              | Cancún                            |  |
| 19:15         | Parciales: 16-18, 14-14, 9-27, 17-11                                            | Parciales: 16-18, 14-14, 9-27, 17-11 | Parciales: 16-18, 14-14, 9-27, 17-11                                   |                                   |  |
|               | Estadísticas Joseph Lawson III (11) Edgaras Želionis (11) Heissler Guillent (6) | Reporte Pts Reb Asts                 | Estadísticas (16) Jaysean Paige (8) Jonatan Machado (4) Tres jugadores | Pabellón: Poliforum Benito Juárez |  |

| 3 de noviembre | Fuerza Regia de Monterrey                                            | 74–69                                | El Calor de Cancún                                                      | Monterrey                           |  |
| 16:15          | Parciales: 19-22, 16-22, 17-16, 22-9                                 | Parciales: 19-22, 16-22, 17-16, 22-9 | Parciales: 19-22, 16-22, 17-16, 22-9                                    |                                     |  |
|                | Estadísticas Micah Speight (17) Tres jugadores (5) Micah Speight (5) | Reporte Pts Reb Asts                 | Estadísticas (28) Arinze Chidom (8) Arinze Chidom (6) Heissler Guillent | Pabellón: Gimnasio Nuevo León Unido |  |

###### (4) Halcones de Xalapa vs. (5) Panteras de Aguascalientes
| 25 de octubre | Halcones de Xalapa                                                  | 85–82                                 | Panteras de Aguascalientes                                         | Xalapa                                             |  |
| 20:00         | Parciales: 27-24, 19-13, 15-18, 24-27                               | Parciales: 27-24, 19-13, 15-18, 24-27 | Parciales: 27-24, 19-13, 15-18, 24-27                              |                                                    |  |
|               | Estadísticas Clevin Hannah (17) Rašid Mahalbašić (6) Paul Stoll (6) | Reporte Pts Reb Asts                  | Estadísticas (20) Stedmon Lemon (9) Fabián Jaimes (7) Jaron Martin | Pabellón: Gimnasio Universitario "Nido del Halcón" |  |

| 26 de octubre | Halcones de Xalapa                                                              | 90–83                                 | Panteras de Aguascalientes                                      | Xalapa                                             |  |
| 19:00         | Parciales: 26-23, 24-23, 18-22, 22-15                                           | Parciales: 26-23, 24-23, 18-22, 22-15 | Parciales: 26-23, 24-23, 18-22, 22-15                           |                                                    |  |
|               | Estadísticas Thaddus McFadden (21) A. Elsener, R. Mahalbašić (6) Paul Stoll (9) | Reporte Pts Reb Asts                  | Estadísticas (21) Gary Ricks (9) Fabián Jaimes (7) Jaron Martin | Pabellón: Gimnasio Universitario "Nido del Halcón" |  |

| 30 de octubre | Panteras de Aguascalientes                                                   | 74–83                                 | Halcones de Xalapa                                                                  | Aguascalientes                       |  |
| 20:30         | Parciales: 14-21, 24-19, 18-27, 18-16                                        | Parciales: 14-21, 24-19, 18-27, 18-16 | Parciales: 14-21, 24-19, 18-27, 18-16                                               |                                      |  |
|               | Estadísticas S. Lemon, D. Huertas (17) Joshua Perkins (9) Joshua Perkins (8) | Reporte Pts Reb Asts                  | Estadísticas (16) T. McFadden, R. Mahalbašić (6) Rašid Mahalbašić (7) Clevin Hannah | Pabellón: Auditorio Hermanos Carreón |  |

Zona Punto CHG

###### (2) Astros de Jalisco vs. (7) Soles de Mexicali
| 26 de octubre | Astros de Jalisco                                                             | 80–101                                | Soles de Mexicali                                                                 | Guadalajara            |  |
| 18:15         | Parciales: 20-25, 20-26, 16-31, 24-19                                         | Parciales: 20-25, 20-26, 16-31, 24-19 | Parciales: 20-25, 20-26, 16-31, 24-19                                             |                        |  |
|               | Estadísticas Corey Sanders Jr. (19) Thomas Robinson (9) Corey Sanders Jr. (4) | Reporte Pts Reb Asts                  | Estadísticas (20) Daniel Hamilton (9) Michael Griffin-Watkins (6) Daniel Hamilton | Pabellón: Arena Astros |  |

| 27 de octubre | Astros de Jalisco                                                                    | 82–86                                             | Soles de Mexicali                                                                                 | Guadalajara            |  |
| 17:15         | Parciales: 26-25, 19-26, 20-13, 14-15 (T.E.: 3-7)                                    | Parciales: 26-25, 19-26, 20-13, 14-15 (T.E.: 3-7) | Parciales: 26-25, 19-26, 20-13, 14-15 (T.E.: 3-7)                                                 |                        |  |
|               | Estadísticas Rigoberto Mendoza (27) J. Loveridge, T. Robinson (7) Tres jugadores (3) | Reporte Pts Reb Asts                              | Estadísticas (16) Michael Griffin-Watkins (8) M. Griffin-Watkins, D. Hamilton (6) Daniel Hamilton | Pabellón: Arena Astros |  |

| 30 de octubre | Soles de Mexicali                                                      | 81–75                                 | Astros de Jalisco                                                                    | Mexicali                |  |
| 21:00         | Parciales: 28-23, 25-23, 14-18, 14-11                                  | Parciales: 28-23, 25-23, 14-18, 14-11 | Parciales: 28-23, 25-23, 14-18, 14-11                                                |                         |  |
|               | Estadísticas Ryan Pearson (23) Kenneth Faried (11) Daniel Hamilton (5) | Reporte Pts Reb Asts                  | Estadísticas (14) M. Richardson, R. Mendoza (7) Thomas Robinson (5) Mikahel McKinney | Pabellón: Auditorio PSF |  |

###### (3) Diablos Rojos del México vs. (6) Dorados de Chihuahua
| 26 de octubre | Diablos Rojos del México                                                  | 113–109                                             | Dorados de Chihuahua                                                       | Ciudad de México                               |  |
| 18:00         | Parciales: 24-11, 32-32, 26-32, 12-19 (T.E.: 19-15)                       | Parciales: 24-11, 32-32, 26-32, 12-19 (T.E.: 19-15) | Parciales: 24-11, 32-32, 26-32, 12-19 (T.E.: 19-15)                        |                                                |  |
|               | Estadísticas Avry Holmes (24) Michael Carrera (9) A. Holmes, S. Scala (6) | Reporte Pts Reb Asts                                | Estadísticas (32) Kamau Stokes (9) Bryce Washington (9) Lester Medford Jr. | Pabellón: Gimnasio Olímpico Juan de la Barrera |  |

| 27 de octubre | Diablos Rojos del México                                                  | 80–83                                | Dorados de Chihuahua                                                        | Ciudad de México                               |  |
| 18:00         | Parciales: 19-27, 24-22, 21-26, 16-8                                      | Parciales: 19-27, 24-22, 21-26, 16-8 | Parciales: 19-27, 24-22, 21-26, 16-8                                        |                                                |  |
|               | Estadísticas Michael Smith (21) Michael Carrera (10) Joseph Avila Jr. (7) | Reporte Pts Reb Asts                 | Estadísticas (23) Kamau Stokes (11) Charles Mitchell (7) Lester Medford Jr. | Pabellón: Gimnasio Olímpico Juan de la Barrera |  |

| 30 de octubre | Dorados de Chihuahua                                                                       | 76–77                                 | Diablos Rojos del México                                        | Chihuahua                                  |  |
| 20:00         | Parciales: 17-26, 22-18, 24-21, 13-12                                                      | Parciales: 17-26, 22-18, 24-21, 13-12 | Parciales: 17-26, 22-18, 24-21, 13-12                           |                                            |  |
|               | Estadísticas C. Mitchell, L. Medford Jr. (16) Charles Mitchell (12) Lester Medford Jr. (5) | Reporte Pts Reb Asts                  | Estadísticas (19) Avry Holmes (9) Joshua Ibarra (5) Avry Holmes | Pabellón: Gimnasio Manuel Bernardo Aguirre |  |

| 31 de octubre | Dorados de Chihuahua                                                              | 90–94                                 | Diablos Rojos del México                                                 | Chihuahua                                  |  |
| 20:00         | Parciales: 27-25, 14-31, 28-19, 21-19                                             | Parciales: 27-25, 14-31, 28-19, 21-19 | Parciales: 27-25, 14-31, 28-19, 21-19                                    |                                            |  |
|               | Estadísticas Lester Medford Jr. (25) Charles Mitchell (11) Lester Medford Jr. (5) | Reporte Pts Reb Asts                  | Estadísticas (20) Michael Carrera (8) Michael Carrera (4) Santiago Scala | Pabellón: Gimnasio Manuel Bernardo Aguirre |  |

#### Finales de Zona
Zona Caliente

###### (1) Fuerza Regia de Monterrey vs. (4) Halcones de Xalapa
| 6 de noviembre | Fuerza Regia de Monterrey                                          | 62–80                                | Halcones de Xalapa                                                        | Monterrey                           |  |
| 20:15          | Parciales: 19-21, 24-15, 10-32, 9-12                               | Parciales: 19-21, 24-15, 10-32, 9-12 | Parciales: 19-21, 24-15, 10-32, 9-12                                      |                                     |  |
|                | Estadísticas Myles Hesson (11) Myles Hesson (11) Micah Speight (5) | Reporte Pts Reb Asts                 | Estadísticas (18) Thaddus McFadden (8) Nikola Jovanović (5) Clevin Hannah | Pabellón: Gimnasio Nuevo León Unido |  |

| 7 de noviembre | Fuerza Regia de Monterrey                                                     | 85–79                                 | Halcones de Xalapa                                                           | Monterrey                           |  |
| 20:15          | Parciales: 17-16, 19-18, 17-20, 32-25                                         | Parciales: 17-16, 19-18, 17-20, 32-25 | Parciales: 17-16, 19-18, 17-20, 32-25                                        |                                     |  |
|                | Estadísticas Myles Hesson (18) J. Adaway, J. Grant III (7) Tres jugadores (5) | Reporte Pts Reb Asts                  | Estadísticas (23) Thaddus McFadden (7) Jorge Camacho (3) C. Hannah, S. Henry | Pabellón: Gimnasio Nuevo León Unido |  |

| 10 de noviembre | Halcones de Xalapa                                                    | 67–71                                 | Fuerza Regia de Monterrey                                             | Xalapa                                             |  |
| 18:00           | Parciales: 15-15, 16-15, 15-21, 21-20                                 | Parciales: 15-15, 16-15, 15-21, 21-20 | Parciales: 15-15, 16-15, 15-21, 21-20                                 |                                                    |  |
|                 | Estadísticas Clevin Hannah (19) Jordan Glynn (8) Rašid Mahalbašić (6) | Reporte Pts Reb Asts                  | Estadísticas (20) Jaysean Paige (8) Jerai Grant III (5) Jaysean Paige | Pabellón: Gimnasio Universitario "Nido del Halcón" |  |

| 11 de noviembre | Halcones de Xalapa                                                       | 70–78                                 | Fuerza Regia de Monterrey                                                   | Xalapa                                             |  |
| 20:00           | Parciales: 19-13, 12-20, 12-21, 27-24                                    | Parciales: 19-13, 12-20, 12-21, 27-24 | Parciales: 19-13, 12-20, 12-21, 27-24                                       |                                                    |  |
|                 | Estadísticas Seketoure Henry (14) Rašid Mahalbašić (7) Clevin Hannah (5) | Reporte Pts Reb Asts                  | Estadísticas (21) Jalen Adaway (8) Jerai Grant III (4) M. Speight, J. Paige | Pabellón: Gimnasio Universitario "Nido del Halcón" |  |

| 13 de noviembre | Halcones de Xalapa                                                                 | 98–86                                 | Fuerza Regia de Monterrey                                                   | Xalapa                                             |  |
| 20:00           | Parciales: 28-20, 18-21, 26-19, 26-26                                              | Parciales: 28-20, 18-21, 26-19, 26-26 | Parciales: 28-20, 18-21, 26-19, 26-26                                       |                                                    |  |
|                 | Estadísticas Thaddus McFadden (25) Nikola Jovanović (7) C. Hannah, T. McFadden (6) | Reporte Pts Reb Asts                  | Estadísticas (18) Wayne Langston (6) Tres jugadores (4) J. Paige, M. Hesson | Pabellón: Gimnasio Universitario "Nido del Halcón" |  |

| 16 de noviembre | Fuerza Regia de Monterrey                                             | 80–85                                 | Halcones de Xalapa                                                   | Monterrey                           |  |
| 16:15           | Parciales: 22-17, 26-32, 10-19, 22-17                                 | Parciales: 22-17, 26-32, 10-19, 22-17 | Parciales: 22-17, 26-32, 10-19, 22-17                                |                                     |  |
|                 | Estadísticas Jaysean Paige (22) Wayne Langston (9) Wayne Langston (6) | Reporte Pts Reb Asts                  | Estadísticas (19) Thaddus McFadden (7) Alexis Elsener (4) Paul Stoll | Pabellón: Gimnasio Nuevo León Unido |  |

| 17 de noviembre | Fuerza Regia de Monterrey                                              | 72–80                                 | Halcones de Xalapa                                                           | Monterrey                           |  |
| 16:15           | Parciales: 20-28, 18-10, 20-24, 14-18                                  | Parciales: 20-28, 18-10, 20-24, 14-18 | Parciales: 20-28, 18-10, 20-24, 14-18                                        |                                     |  |
|                 | Estadísticas Kendrick Ray (18) Jerai Grant III (11) Lucas Faggiano (6) | Reporte Pts Reb Asts                  | Estadísticas (22) Thaddus McFadden (5) A. Elsener, G. Girón (4) Jordan Glynn | Pabellón: Gimnasio Nuevo León Unido |  |

Zona Punto CHG

###### (3) Diablos Rojos del México  vs. (7) Soles de Mexicali
| 6 de noviembre | Diablos Rojos del México                                                 | 103–99                                | Soles de Mexicali                                                     | Ciudad de México                               |  |
| 20:00          | Parciales: 24-23, 30-25, 21-27, 28-24                                    | Parciales: 24-23, 30-25, 21-27, 28-24 | Parciales: 24-23, 30-25, 21-27, 28-24                                 |                                                |  |
|                | Estadísticas Luciano González (22) Joshua Ibarra (13) Santiago Scala (5) | Reporte Pts Reb Asts                  | Estadísticas (26) Ryan Pearson (11) Kenneth Faried (5) Joshua Webster | Pabellón: Gimnasio Olímpico Juan de la Barrera |  |

| 7 de noviembre | Diablos Rojos del México                                           | 92–94                                 | Soles de Mexicali                                                   | Ciudad de México                               |  |
| 20:00          | Parciales: 23-19, 21-25, 23-25, 25-25                              | Parciales: 23-19, 21-25, 23-25, 25-25 | Parciales: 23-19, 21-25, 23-25, 25-25                               |                                                |  |
|                | Estadísticas Michael Smith (25) Joshua Ibarra (12) Avry Holmes (6) | Reporte Pts Reb Asts                  | Estadísticas (18) Erik Thomas (5) Kenneth Faried (6) Joshua Webster | Pabellón: Gimnasio Olímpico Juan de la Barrera |  |

| 10 de noviembre | Soles de Mexicali                                                      | 71–77                                 | Diablos Rojos del México                                                  | Mexicali                |  |
| 19:00           | Parciales: 18-21, 24-13, 13-20, 16-23                                  | Parciales: 18-21, 24-13, 13-20, 16-23 | Parciales: 18-21, 24-13, 13-20, 16-23                                     |                         |  |
|                 | Estadísticas Ryan Pearson (19) Kenneth Faried (11) Daniel Hamilton (4) | Reporte Pts Reb Asts                  | Estadísticas (22) Avry Holmes (12) Joshua Ibarra (4) M. Smith, M. Carrera | Pabellón: Auditorio PSF |  |

| 11 de noviembre | Soles de Mexicali                                                              | 74–60                                 | Diablos Rojos del México                                               | Mexicali                |  |
| 22:00           | Parciales: 25-14, 12-17, 13-14, 24-15                                          | Parciales: 25-14, 12-17, 13-14, 24-15 | Parciales: 25-14, 12-17, 13-14, 24-15                                  |                         |  |
|                 | Estadísticas Ryan Pearson (22) Michael Griffin-Watkins (12) Joshua Webster (8) | Reporte Pts Reb Asts                  | Estadísticas (15) Joshua Ibarra (8) Joshua Ibarra (2) Luciano González | Pabellón: Auditorio PSF |  |

| 13 de noviembre | Soles de Mexicali                                                     | 77–83                                 | Diablos Rojos del México                                                 | Mexicali                |  |
| 22:00           | Parciales: 25-19, 11-21, 17-13, 24-30                                 | Parciales: 25-19, 11-21, 17-13, 24-30 | Parciales: 25-19, 11-21, 17-13, 24-30                                    |                         |  |
|                 | Estadísticas Ryan Pearson (21) Kenneth Faried (11) Joshua Webster (8) | Reporte Pts Reb Asts                  | Estadísticas (22) Michael Smith (6) J. Ibarra, P. Dime (9) Michael Smith | Pabellón: Auditorio PSF |  |

| 16 de noviembre | Diablos Rojos del México                                              | 91–82                                 | Soles de Mexicali                                                              | Ciudad de México                               |  |
| 16:00           | Parciales: 33-19, 14-26, 21-15, 23-22                                 | Parciales: 33-19, 14-26, 21-15, 23-22 | Parciales: 33-19, 14-26, 21-15, 23-22                                          |                                                |  |
|                 | Estadísticas Michael Smith (18) Joshua Ibarra (11) Tres jugadores (3) | Reporte Pts Reb Asts                  | Estadísticas (22) Joshua Webster (6) D. Hamilton, M. Simón (5) Daniel Hamilton | Pabellón: Gimnasio Olímpico Juan de la Barrera |  |

#### Gran Final

###### (3) Diablos Rojos del México  vs. (4) Halcones de Xalapa
| 28 de noviembre | Diablos Rojos del México                                                | 89–80                                 | Halcones de Xalapa                                                        | Ciudad de México                               |  |
| 20:00           | Parciales: 19-28, 21-14, 31-19, 18-19                                   | Parciales: 19-28, 21-14, 31-19, 18-19 | Parciales: 19-28, 21-14, 31-19, 18-19                                     |                                                |  |
|                 | Estadísticas Joshua Ibarra (18) Michael Carrera (10) Santiago Scala (7) | Reporte Pts Reb Asts                  | Estadísticas (16) Seketoure Henry (7) Rašid Mahalbašić (5) Clevin Hannah] | Pabellón: Gimnasio Olímpico Juan de la Barrera |  |

| 29 de noviembre | Diablos Rojos del México                                            | 110–96                                | Halcones de Xalapa                                                                    | Ciudad de México                               |  |
| 20:00           | Parciales: 24-24, 36-20, 22-26, 28-26                               | Parciales: 24-24, 36-20, 22-26, 28-26 | Parciales: 24-24, 36-20, 22-26, 28-26                                                 |                                                |  |
|                 | Estadísticas Avry Holmes (28) Michael Carrera (10) Gael Bonilla (5) | Reporte Pts Reb Asts                  | Estadísticas (14) S. Henry, N. Jovanović (5) A. Elsener, R. Mahalbašić (5) Paul Stoll | Pabellón: Gimnasio Olímpico Juan de la Barrera |  |

| 2 de diciembre | Halcones de Xalapa                                                     | 103–94                                | Diablos Rojos del México                                             | Xalapa                                             |  |
| 20:15          | Parciales: 29-18, 28-29, 24-20, 22-27                                  | Parciales: 29-18, 28-29, 24-20, 22-27 | Parciales: 29-18, 28-29, 24-20, 22-27                                |                                                    |  |
|                | Estadísticas Thaddus McFadden (32) Alexis Elsener (7) Clevin Hannah (5 | Reporte Pts Reb Asts                  | Estadísticas (17) Michael Smith (7) Joshua Ibarra (3) Tres jugadores | Pabellón: Gimnasio Universitario "Nido del Halcón" |  |

| 3 de diciembre | Halcones de Xalapa                                                          | 95–96                                 | Diablos Rojos del México                                          | Xalapa                                             |  |
| 20:15          | Parciales: 27-27, 20-21, 23-27, 25-21                                       | Parciales: 27-27, 20-21, 23-27, 25-21 | Parciales: 27-27, 20-21, 23-27, 25-21                             |                                                    |  |
|                | Estadísticas Jordan Glynn (23) J. Glynn, R. Mahalbašić (10) Paul Stoll (11) | Reporte Pts Reb Asts                  | Estadísticas (23) Michael Smith (7) Joshua Ibarra (6) J. J. Avila | Pabellón: Gimnasio Universitario "Nido del Halcón" |  |

| 5 de diciembre | Halcones de Xalapa                                                       | 76–82                                 | Diablos Rojos del México                                              | Xalapa                                             |  |
| 20:15          | Parciales: 17-16, 15-29, 28-12, 16-25                                    | Parciales: 17-16, 15-29, 28-12, 16-25 | Parciales: 17-16, 15-29, 28-12, 16-25                                 |                                                    |  |
|                | Estadísticas Jordan Glynn (17) Israel Gutiérrez (7) Thaddus McFadden (6) | Reporte Pts Reb Asts                  | Estadísticas (17) Santiago Scala (11) Joshua Ibarra (4) Michael Smith | Pabellón: Gimnasio Universitario "Nido del Halcón" |  |

### Líderes
- Actualizado al 16 de octubre de 2024.[16]

#### Puntos
| Jugador                | Equipo                          | Promedio |
| ---------------------- | ------------------------------- | -------- |
| Deshawndre Washington  | Halcones Rojos de Veracruz      | 23.7     |
| Jimond Ray Ivey        | Freseros de Irapuato            | 22.3     |
| Taishaun Johnson       | Correcaminos de la UAT Victoria | 17.2     |
| Elijah Marcus Clarance | Dorados de Chihuahua            | 17.1     |

#### Rebotes
| Jugador                      | Equipo                     | Promedio |
| ---------------------------- | -------------------------- | -------- |
| Torren Lorenzo Jones         | Abejas de León             | 9.4      |
| Egidijus Mockevičius         | El Calor de Cancún         | 9.3      |
| Kenneth Bernard Faried Lewis | Soles de Mexicali          | 9.0      |
| Julian Gamble                | Lobos Plateados de la BUAP | 8.5      |

 =  Cuenta con nacionalidad mexicana. 

#### Asistencias
| Jugador                   | Equipo                     | Promedio |
| ------------------------- | -------------------------- | -------- |
| Lester Fezell Medford Jr. | Dorados de Chihuahua       | 5.6      |
| Jaron Michael Martin      | Panteras de Aguascalientes | 5.5      |
| Corey Sanders Jr.         | Astros de Jalisco          | 5.4      |
| Matthew Lee               | Santos del Potosí          | 5.1      |

 =  Cuenta con nacionalidad mexicana. 

#### Jugadores de la jornada
| Jornada                                 | Equipo Ideal |
| --------------------------------------- | --- |
| 1 & 2 (11 al 23 de julio)               | Tjader Javier Fernández García (Santos del Potosí) Corey Sanders (Astros de Jalisco) Adonis Michael Thomas (Mineros de Zacatecas) Javion Ogunyemi (Halcones Rojos de Veracruz) Tyrone White (Plateros de Fresnillo) |
| 3 - 5 (25 de julio al 4 de agosto)      | Micah Speight (Fuerza Regia de Monterrey) Jordan Loveridge (Astros de Jalisco) Michael Smith (Diablos Rojos del México) Ikechukwu Diogu (Halcones Rojos de Veracruz) Jordan Swing (Soles de Mexicali) |
| 6 (8 al 10 de agosto)                   | Karim Scott Rodríguez Carrasco (Lobos Plateados de la BUAP) Stedmon Lemon (Panteras de Aguascalientes) Lucas Wayne Martínez Counts (Soles de Mexicali) Gabriel Oscar Girón Villarreal (Halcones de Xalapa) Michael Joseph Bryson (Plateros de Fresnillo) |
| 7 (14 al 18 de agosto)                  | Harvey Jerai Grant III (Fuerza Regia de Monterrey) Fabián Misael Jaimes Nava (Panteras de Aguascalientes) Avry Holmes (Diablos Rojos del México) Charles Mitchell (Dorados de Chihuahua) Jimond Ray Ivey (Freseros de Irapuato) |
| 8 & 9 (22 de agosto al 7 de septiembre) | Kenneth Bernard Faried Lewis (Soles de Mexicali) Harvey Jerai Grant III (Fuerza Regia de Monterrey) Jordan Loveridge (Astros de Jalisco) Clevin Finley Hannah (Halcones de Xalapa) Deshawndre Washington (Halcones Rojos de Veracruz) Justin Michael Bibbs (Panteras de Aguascalientes)                                                                        |
| 10 & 11 (12 al 19 de septiembre)        | Sek Henry (Halcones de Xalapa) Jared Rodriguez (Astros de Jalisco) Archie Goodwin III (El Calor de Cancún) Michael Bryson (Plateros de Fresnillo) Lucas Martínez (Soles de Mexicali) Jhonathan Dunn (Fuerza Regia de Monterrey) Deshawndre Washington (Halcones Rojos de Veracruz) Tjader Fernández (Santos del Potosí) J. J. Avila (Diablos Rojos del México) |
| 12 (21 al 22 de septiembre)             | Deshawndre Washington (Halcones Rojos de Veracruz) Jhonathan Dunn (Fuerza Regia de Monterrey) Fabián Misael Jaimes Nava (Panteras de Aguascalientes) Egidijus Mockevičius (El Calor de Cancún) Yahir Gael Bonilla Silva (Diablos Rojos del México) |
| 13 (26 al 29 de septiembre)             | Joshua Bryan Ibarra Edge (Diablos Rojos del México) Rigoberto Mendoza De La Rosa (Astros de Jalisco) Nicholas Alfred Tomsick (Abejas de León) Deshawndre Washington (Halcones Rojos de Veracruz) Franco Nahuel Giorgetti (Dorados de Chihuahua) |
| 14 (3 al 5 de octubre)                  | Joshua Bryan Ibarra Edge (Diablos Rojos del México) Jordan Loveridge (Astros de Jalisco) Thaddus Dewayn McFadden (Halcones de Xalapa) Kameron Hankerson (Correcaminos de la UAT Victoria) Edgaras Želionis (El Calor de Cancún) Ryan Pearson (Soles de Mexicali)                                                                                               |

 =  Cuenta con nacionalidad mexicana. 

##### Mexicanos destacados
| Jornada                                 | Equipo Ideal |
| --------------------------------------- | --- |
| 1 & 2 (11 al 23 de julio)               | Gabriel Oscar Girón Villarreal (Halcones de Xalapa) Ricardo Mauricio Valdéz Bustamante (Plateros de Fresnillo) Víctor Ramón Álvarez Diez (Soles de Mexicali) Josué Andriassi Quintana (Halcones Rojos de Veracruz) José David Estrada Stone (Dorados de Chihuahua) |
| 3 - 5 (25 de julio al 4 de agosto)      | Pedro Gonzalo Leal Cruz (Freseros de Irapuato) Fabián Misael Jaimes Nava (Panteras de Aguascalientes) Yahir Gael Bonilla Silva (Diablos Rojos del México) Raúl Eduardo Delgado Cruz (El Calor de Cancún) Jonatan Humberto Machado Tamez (Fuerza Regia de Monterrey) |
| 6 (8 al 10 de agosto)                   | Karim Scott Rodríguez Carrasco (Lobos Plateados de la BUAP) Gabriel Oscar Girón Villarreal (Halcones de Xalapa) Jonatan Humberto Machado Tamez (Fuerza Regia de Monterrey) Yahir Gael Bonilla Silva (Diablos Rojos del México) Fabián Misael Jaimes Nava (Panteras de Aguascalientes) |
| 7 (14 al 18 de agosto)                  | Yahir Gael Bonilla Silva (Diablos Rojos del México) Moisés Emilio Andriassi Quintana (Astros de Jalisco) Fabián Misael Jaimes Nava (Panteras de Aguascalientes) José Miguel Martínez Crespo (Plateros de Fresnillo) Ricardo Mauricio Valdéz Bustamante (Plateros de Fresnillo) Gabriel Vázquez Mejía (Lobos Plateados de la BUAP) Juan Ángel Contreras Muro (Abejas de León) Raúl Fernando Olalde Vázquez (Fuerza Regia de Monterrey)                                                                                              |
| 8 & 9 (22 de agosto al 7 de septiembre) | Fabián Misael Jaimes Nava (Panteras de Aguascalientes) Yahir Gael Bonilla Silva (Diablos Rojos del México) Karim Scott Rodríguez Carrasco (Lobos Plateados de la BUAP) Gabriel Vázquez Mejía (Lobos Plateados de la BUAP) Víctor Ramón Álvarez Diez (Soles de Mexicali) José Alejandro Lizárraga Valenzuela (Freseros de Irapuato) Daniel Alejandro Soto Pozo (Dorados de Chihuahua) |
| 10 & 11 (12 al 19 de septiembre)        | Jonatan Humberto Machado Tamez (Fuerza Regia de Monterrey) Fabián Misael Jaimes Nava (Panteras de Aguascalientes) Gabriel Oscar Girón Villarreal (Halcones de Xalapa) José David Estrada Stone (Dorados de Chihuahua) Juan Ángel Contreras Muro (Abejas de León) José Alberto Cruz Abarca (Diablos Rojos del México) |
| 12 (21 al 22 de septiembre)             | Fabián Misael Jaimes Nava (Panteras de Aguascalientes) Yahir Gael Bonilla Silva (Diablos Rojos del México) Ricardo Mauricio Valdéz Bustamante (Plateros de Fresnillo) Joshua Bryan Ibarra Edge (Diablos Rojos del México) Jonatan Humberto Machado Tamez (Fuerza Regia de Monterrey) Raúl Eduardo Delgado Cruz (El Calor de Cancún) Gabriel Vázquez Mejía (Lobos Plateados de la BUAP) Jorge Manuel Camacho Federico (Halcones de Xalapa) Juan Ángel Contreras Muro (Abejas de León) Víctor Ramón Álvarez Diez (Soles de Mexicali) |
| 13 (26 al 29 de septiembre)             | Gabriel Vázquez Mejía (Lobos Plateados de la BUAP) Yahir Gael Bonilla Silva (Diablos Rojos del México) José Israel Gutiérrez Zermeño (Halcones de Xalapa) José David Estrada Stone (Dorados de Chihuahua) Moisés Emilio Andriassi Quintana (Astros de Jalisco) |
| 14 (3 al 5 de octubre)                  | Yahir Gael Bonilla Silva (Diablos Rojos del México) Ricardo Mauricio Valdéz Bustamante (Plateros de Fresnillo) Moisés Emilio Andriassi Quintana (Astros de Jalisco) Jorge Manuel Camacho Federico (Halcones de Xalapa) Paul Michael Stoll Hernández (Halcones de Xalapa) José David Estrada Stone (Dorados de Chihuahua) |

 =  Cuenta con nacionalidad mexicana.

### Premios

#### Designaciones
| Designación        | Ganador                      | Equipo                     |
| Entrenador del Año | Pablo García Fernández       | Fuerza Regia de Monterrey  |
| MVP (Mexicano)     | Fabián Misael Jaimes Nava    | Panteras de Aguascalientes |
| MVP (Extranjero)   | Rigoberto Mendoza De La Rosa | Astros de Jalisco          |
| MVP de la Final    | Avry Holmes                  | Diablos Rojos del México   |
| Novato del Año     | Iván Cruz Mora               | Soles de Mexicali          |
| Revelación del Año | Yahir Gael Bonilla Silva     | Diablos Rojos del México   |

 =  Cuenta con nacionalidad mexicana. 

#### Equipos Ideales
| Jugadores descatacos | Rigoberto Mendoza De La Rosa (Astros de Jalisco) Avry Holmes (Diablos Rojos del México) Deshawndre Washington (Halcones Rojos de Veracruz) Thaddus Dewayn McFadden (Halcones de Xalapa) Micah Speight (Fuerza Regia de Monterrey)                                                     |
| Mexicanos destacados | Fabián Misael Jaimes Nava (Panteras de Aguascalientes) Yahir Gael Bonilla Silva (Diablos Rojos del México) Moisés Emilio Andriassi Quintana (Astros de Jalisco) Ricardo Mauricio Valdéz Bustamante (Plateros de Fresnillo) Jonatan Humberto Machado Tamez (Fuerza Regia de Monterrey) |

 =  Cuenta con nacionalidad mexicana. 